# NGC 7162
NGC 7162 (również PGC 67795) – galaktyka spiralna (Sc), znajdująca się w gwiazdozbiorze Żurawia. Odkrył ją John Herschel 5 września 1834 roku.